# Elasmucha cordillera
Elasmucha cordillera är en insektsart som beskrevs av Thomas 1991. Elasmucha cordillera ingår i släktet Elasmucha och familjen taggbärfisar. Inga underarter finns listade i Catalogue of Life.